# Cuando fui león
Cuando fui león es un cortometraje humorístico dirigido por Manuel Marín, protagonizado por el comediante y payaso español Ramón Álvarez Escudero (Ramper) y producido por Feliciano Manuel Vitores.
Pertenece a una serie de tres cortometrajes junto a En confesionario (1928) y Va usted en punto con el banco (1928). Se trata de una de las primeras producciones sonoras del cine español.
Fue rodado en el distrito de Ciudad Lineal de Madrid.

## Reparto
- Ramón Álvarez Escudero (Ramper).[5]